# Torture pendant la guerre de Gaza
 (mai 2024).
La mise en forme du texte ne suit pas les recommandations de Wikipédia : il faut le « wikifier ».
Les points d'amélioration suivants sont les cas les plus fréquents. Le détail des points à revoir est peut-être précisé sur la page de discussion.
- Les titres sont pré-formatés par le logiciel. Ils ne sont ni en capitales, ni en gras.
- Le texte ne doit pas être écrit en capitales (les noms de famille non plus), ni en gras, ni en italique, ni en « petit »…
- Le gras n'est utilisé que pour surligner le titre de l'article dans l'introduction, une seule fois.
- L'italique est rarement utilisé : mots en langue étrangère, titres d'œuvres, noms de bateaux, etc.
- Les citations ne sont pas en italique mais en corps de texte normal. Elles sont entourées par des guillemets français : « et ».
- Les listes à puces sont à éviter, des paragraphes rédigés étant largement préférés. Les tableaux sont à réserver à la présentation de données structurées (résultats, etc.).
- Les appels de note de bas de page (petits chiffres en exposant, introduits par l'outil «  Source ») sont à placer entre la fin de phrase et le point final[comme ça].
- Les liens internes (vers d'autres articles de Wikipédia) sont à choisir avec parcimonie. Créez des liens vers des articles approfondissant le sujet. Les termes génériques sans rapport avec le sujet sont à éviter, ainsi que les répétitions de liens vers un même terme.
- Les liens externes sont à placer uniquement dans une section « Liens externes », à la fin de l'article. Ces liens sont à choisir avec parcimonie suivant les règles définies. Si un lien sert de source à l'article, son insertion dans le texte est à faire par les notes de bas de page.
- La présentation des références doit suivre les conventions bibliographiques. Il est recommandé d'utiliser les modèles {{Ouvrage}}, {{Chapitre}}, {{Article}}, {{Lien web}} et/ou {{Bibliographie}}. Le mode d'édition visuel peut mettre en forme automatiquement les références.
- Insérer une infobox (cadre d'informations à droite) n'est pas obligatoire pour parachever la mise en page.

Pour une aide détaillée, merci de consulter Aide:Wikification.
Si vous pensez que ces points ont été résolus, vous pouvez retirer ce bandeau et améliorer la mise en forme d'un autre article.
Pendant la guerre de Gaza, la torture de Palestiniens par Israël est rapportée par les Nations unies, Human Rights Watch, Amnesty International et plusieurs organisations à but non lucratif israéliennes en citant les dires de combattants du Hamas. Israël est accusé par des prisonniers libérés de violences sexuelles envers des détenus palestiniens, tant masculins que féminins, ainsi que de tortures envers le personnel des Nations unies pour obtenir des aveux. Des rapports supplémentaires faisant état de la torture israélienne de militants présumés se sont avérés faux. En réponse, des responsables du Shin Bet déclarent qu'ils mènent des interrogatoires de militants dans le cadre juridique israélien, qui autorise la torture uniquement dans des circonstances spécifiques[réf. souhaitée].

## Contexte
La torture, les mauvais traitements et les violences sexuelles infligés aux Palestiniens détenus par Israël ont été signalés comme étant fréquents depuis des années avant les attaques du 7 octobre 2023 et l'invasion de Gaza, avec des documents enregistrés par le Comité public contre la torture en Israël (PCATI) et Amnesty International. Il y a eu une grande quantité de violences sexuelles envers des détenus, tant masculins que féminins, le cas le plus notable étant celui du chef libanais Amal, Mustafa Dirani, emprisonné, qui a intenté un procès contre Israël pour viol.

## Rapports sur la torture israélienne
Des médecins ont rapporté des humiliations, des passages à tabac et le fait d'être contraints de s'agenouiller pendant des heures. Un homme libéré de Shuja'iyya, à Gaza, a signalé des passages à tabac, affirmant qu'une soldate israélienne battait un homme de 72 ans. Un autre a déclaré que des soldats forçaient les détenus à aboyer comme des chiens. Un jeune homme de vingt ans détenu en Cisjordanie a déclaré qu'il avait les yeux bandés, qu'il avait été battu, brûlé avec une cigarette et traité « comme un animal. » Trois frères détenus dans la bande de Gaza ont décrit un traitement similaire en prison en Israël, affirmant qu'ils étaient battus, déshabillés jusqu'à leurs sous-vêtements et brûlés avec des cigarettes. Un homme libéré a déclaré : « Ils laissaient des chiens nous uriner dessus et nous enterraient sous du sable. Ils nous ont menacés de nous tirer dessus. »
D'autres ont décrit à la fois des tortures physiques et psychologiques. Cinq hommes ont déclaré avoir été torturés pendant plus de dix heures, y compris des passages à tabac et être submergés dans de l'eau froide. Un homme a déclaré que les prisonniers palestiniens étaient « torturés sans relâche. » Il a déclaré que les détenus avaient été privés de nourriture pendant trois jours. Dans un rapport du ministère des Affaires des détenus et des ex-détenus, un détenu a déclaré : « J'entendais le bruit des détenus qui se faisaient torturer et battre, tandis qu'ils étaient maudits par des soldats. »

### Par les ONG

#### Amnesty International
Le 8 novembre 2023, Amnesty International a rapporté des cas de torture et de traitement dégradant par les autorités israéliennes, qu'elle a décrits comme « terrifiants », « horribles » et « une exhibition publique particulièrement glaçante de torture et d'humiliation des détenus palestiniens. » La secrétaire générale d'Amnesty, Agnès Callamard, a déclaré : "La détention arbitraire, la torture et autres mauvais traitements constituent des crimes de guerre lorsqu'ils sont commis contre des personnes protégées dans un territoire occupé."

#### Nations unies
Le Haut-Commissariat des Nations unies aux droits de l'homme dans les territoires palestiniens occupés a appelé à une enquête sur les allégations de torture. » Dans un communiqué, le Bureau a déclaré : « L'augmentation massive du nombre de Palestiniens arrêtés et détenus, le nombre de rapports de mauvais traitements et d'humiliations subis par ceux en détention, et l'absence de respect des procédures régulières posent de sérieuses questions sur la conformité d'Israël au droit international humanitaire et au droit international relatif aux droits de l'homme Le 19 janvier 2024, le Bureau des droits de l'homme a déclaré avoir interrogé des détenus qui « ont décrit des passages à tabac, des humiliations, des mauvais traitements et ce qui pourrait constituer de la torture... conformément aux rapports que notre Bureau recueille sur la détention de Palestiniens à grande échelle. » Le 19 janvier 2024, Ajith Sunghay, un responsable du Bureau des droits de l'homme, a déclaré : « Il y a des rapports d'hommes qui sont ensuite libérés mais seulement en couches, sans vêtements adéquats par ce temps froid,. »
En mars 2024, un rapport de l'UNRWA a signalé d'« innombrables » cas de torture documentés dans les prisons israéliennes, notamment des passages à tabac et des agressions sexuelles,. L'ONU a déclaré qu'Israël avait torturé ses employés pour obtenir des aveux forcés,. Dans un rapport d'avril 2024, l'UNRWA a déclaré : « Les victimes masculines ont signalé des passages à tabac sur leurs organes génitaux, tandis qu'un détenu a déclaré avoir été contraint de s'asseoir sur une sonde électrique. »
En juillet 2024, le haut-commissaire des Nations unies déclare que Les Palestiniens arrêtés puis détenus par Israël dans le cadre de la guerre à Gaza, l'ont été en grande partie dans le secret et ont été soumis, dans certains cas, à un traitement s'apparentant à de la torture.
En août 2024, un groupe d’experts des Nations unies a mis en garde contre « l’escalade du recours à la torture » par Israël.

#### ONG israéliennes
Le Comité public contre la torture en Israël (PCATI) a déclaré qu'il y avait « beaucoup de preuves de cas de violence et de traitement cruel et humiliant par les gardiens de prison » et a appelé à une enquête sur les décès de détenus en garde à vue israélienne. Le PCATI a déclaré avoir documenté neuf cas clairs de torture, y compris des violences sexuelles. Addameer a rapporté que les prisonniers restaient les yeux bandés et menottés pendant leur détention et que des personnes étaient tuées dans les camps militaires. Addameer a en outre déclaré : "Les statistiques et les témoignages documentés de détenus mineurs indiquent que la majorité des enfants détenus ont été soumis à une ou plusieurs formes de torture physique et psychologique." Adalah a rapporté : "Nous constatons une utilisation vraiment généralisée et systémique de nombreux outils pour infliger la torture et les mauvais traitements aux Palestiniens".
B'Tselem rapporte que les Palestiniens subissent des « mauvais traitements systématiques » dans les prisons israéliennes : « La violence physique et psychologique incessante, le refus de traitement médical, la faim, la privation d’eau, la privation de sommeil, et la confiscation de tous les effets personnels sont désormais appliqués dans toutes les prisons », selon le rapport. En outre, plus d’une dizaine d’établissements pénitentiaires sont devenus des « camps de torture de facto ».

#### Human Rights Watch
Le 3 janvier 2024, Human Rights Watch a rapporté que des travailleurs palestiniens de Gaza détenus en Israël depuis le 7 octobre avaient été photographiés nus, attaqués par des chiens et traînés face contre terre dans le gravier.

#### Autres rapports
Le Wall Street Journal a constaté que les détenus subissaient des abus psychologiques et physiques, y compris des passages à tabac lors des interrogatoires. La Commission des affaires des détenus a affirmé que les prisonniers et les détenus étaient soumis à des interdictions de sortie, à la confiscation de leurs biens, à une réduction de la nourriture, à la torture et aux passages à tabac, ainsi qu'à un refus de soins médicaux de la part des autorités israéliennes. Un rapport de Defence for Children International comprenait le témoignage d'un enfant incarcéré qui déclarait : « Environ 18 enfants ont été sévèrement battus, criant de douleur. J'ai vu des chiens de police les attaquer, saignant de la bouche et de la tête. »
En décembre 2023, The New York Times a rapporté qu'Israël avait interrogé du personnel médical à Gaza sous la contrainte. Le ministère de la Santé de Gaza a également déclaré que les interrogatoires israéliens du personnel hospitalier étaient menés "sous contrainte". À la suite des rapports sur les abus physiques et psychologiques de Marwan Barghouti, le département d'État américain a demandé à Israël de "mener une enquête approfondie et transparente sur des allégations crédibles et d'assurer la responsabilité pour tout abus ou violation". Dans une lettre au procureur général d'Israël, un médecin affecté à un hôpital de campagne israélien pour les Palestiniens détenus a déclaré : « Les détenus sont nourris avec des pailles, défèquent dans des couches et sont constamment maintenus enchaînés, ce qui viole l'éthique médicale et la loi. » 
En mai 2024, une employée de la Deutsche Gesellschaft für Internationale Zusammenarbeit a déclaré avoir été victime de passages à tabac et de mauvais traitements dans une prison israélienne.
En mai 2024, des travailleurs médicaux en Israël ont déclaré à la BBC que les détenus palestiniens de Gaza sont régulièrement maintenus enchaînés aux lits d'hôpital, les yeux bandés, parfois nus, et forcés de porter des couches – une pratique qu'un médecin a qualifiée de « torture ».

### Publié sur les réseaux sociaux
Des vidéos postées sur les réseaux sociaux semblent montrer des soldats de l'armée israélienne soumettre des détenus palestiniens à des abus physiques, sexuels et verbaux. Une de ces vidéos a été publiée vers le 31 octobre et montrait un groupe d'hommes palestiniens les yeux bandés, les mains et les pieds attachés et pour la plupart déshabillés, être physiquement agressés par des soldats de l'IDF en uniforme. Les soldats impliqués auraient été enquêtés par les responsables de l'IDF, selon une déclaration ultérieure. Une femme palestinienne a raconté qu'environ 30 minutes après l'arrestation de son mari par les troupes de l'IDF, elle a reçu un lien vers une vidéo sur les réseaux sociaux, montrant son mari détenu par l'IDF, attaché et à genoux devant un soldat qui peut être entendu hurlant des jurons en arabe tout en lui donnant des coups de pied dans le ventre.
Dans un groupe Telegram créé après les attaques du 7 octobre par le Département d'influence de l'IDF et comptant plus de 10 500 abonnés en décembre 2023, des vidéos de Palestiniens sont humiliés et moqués avec un langage déshumanisant. Dans une vidéo, deux hommes palestiniens sont défigurés pour ressembler à des cochons avec la légende suivante : « Ici, nous voyons les frères al-Qawsami, dont nous sommes sûrs que leur mère (qui les a probablement conçus avec son frère) est très fière de ses deux cafards à couper le souffle. »

## Torture de membres du personnel des Nations unies
Selon un rapport de l'UNRWA de février 2024, des responsables israéliens ont détenu et torturé du personnel des Nations unies, les contraignant à déclarer faussement que des membres du personnel de l'agence avaient participé à l'attaque du 7 octobre,. Les allégations de torture émanaient de membres du personnel qui ont déclaré avoir été forcés de faire des aveux sous la torture et les mauvais traitements, notamment des « passages à tabac, la privation de sommeil, des abus sexuels et des menaces de violence sexuelle à l'encontre des hommes et des femmes » en détention israélienne. Les détenus ont rapporté avoir été déshabillés jusqu'à leurs sous-vêtements et forcés de se mettre complètement nus. Le rapport a conclu que le personnel des Nations unies était « soumis à des pressions pour faire de fausses déclarations contre l'Agence, affirmant notamment que l'Agence a des liens avec Hamas et que des membres du personnel de l'UNRWA ont participé aux atrocités du 7 octobre 2023 » par le biais de passages à tabac, de simulation de noyade et de menaces envers leurs familles.
Dans une déclaration, le directeur de la communication de l'UNRWA a déclaré : « Quand la guerre prend fin, il doit y avoir une série d'enquêtes pour examiner toutes les violations des droits de l'homme. » Les Forces de défense israéliennes ont déclaré qu'elles enquêtaient sur « les plaintes pour comportement inapproprié. »
En réponse au rapport, l'Organisation mondiale contre la torture a condamné Israël, déclarant : « Tant la torture que l'utilisation de telles informations violent la Convention des Nations unies contre la torture. »

## Condamnation judiciaire
En février 2025, un tribunal militaire israélien condamne un soldat à sept mois de prison ferme pour « mauvais traitements », à la prison Sde Teiman, sur des prisonniers palestiniens. Ces derniers « menottés et les yeux bandés » étaient frappés par le militaire israélien à coups de poing et avec une arme.